# (5991) Ivavladis
(5991) Ivavladis (1979 HE3) – planetoida z pasa głównego asteroid okrążająca Słońce w ciągu 3,75 lat w średniej odległości 2,41 j.a. Odkryta 25 kwietnia 1979 roku.